# Spilosoma fuscescens
Spilosoma fuscescens är en fjärilsart som beskrevs av Rothschild 1914. Spilosoma fuscescens ingår i släktet Spilosoma och familjen björnspinnare. Inga underarter finns listade i Catalogue of Life.